# Solemn League and Covenant

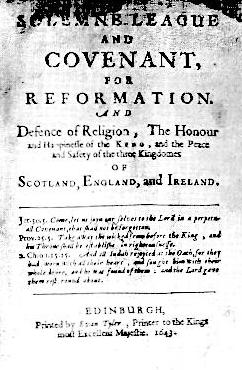
Portada de la Liga y Alianza Solemne.

La Liga y Pacto Solemne fue firmando en 1643 entre los Covenanters escoceses y los líderes parlamentaristas ingleses durante la primera guerra civil inglesa, en el marco de las Guerras de los Tres Reinos. Fue aceptado por la Iglesia de Escocia el 17 de agosto de 1643 y por el Parlamento inglés y la Asamblea de Westminster el 25 de septiembre de 1643. 

## Parlamento Inglés (Primera Guerra Civil)
En ese momento, los líderes protestantes del Parlamento inglés estaban enfrentados a Carlos I. Temiendo que loscatólicos irlandeses pudieran unirse al ejército realista, el Parlamento solicitó la ayuda escocesa. Los Presbiterianos Covenanters prometieron su ayuda, a condición de que Inglaterra adoptara el sistema escocés de gobierno eclesiástico. Esto fue aceptable para la mayoría del Parlamento Largo inglés, ya que muchos parlamentarios eran presbiterianos, mientras que otros preferían aliarse con los escoceses antes que perder la Guerra Civil.

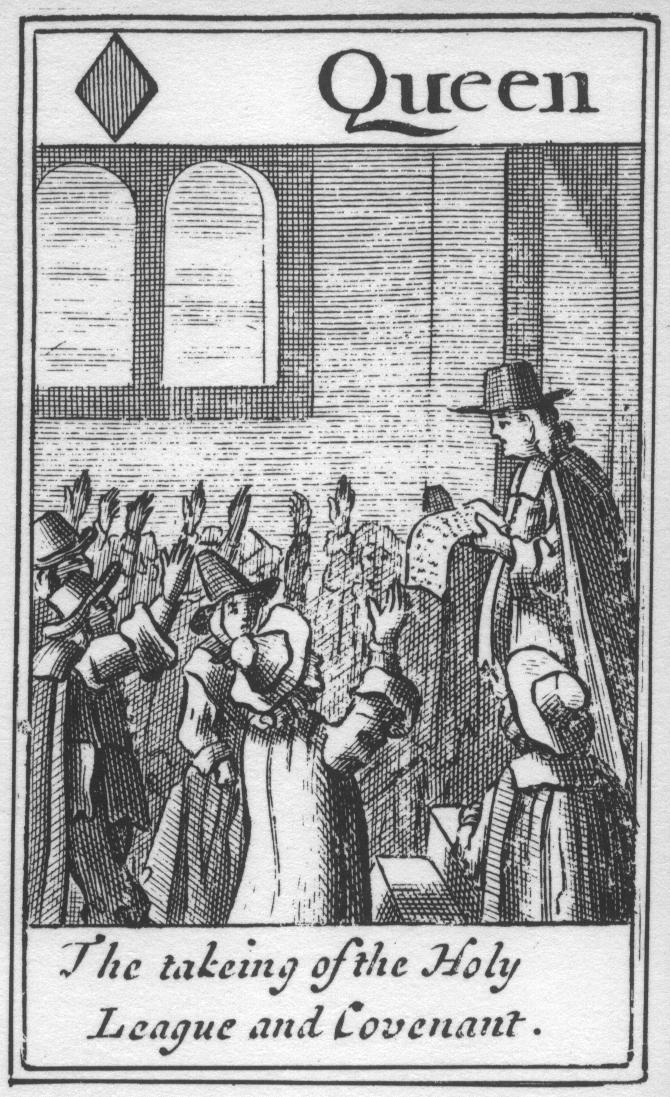
Un naipe del siglo XVII muestra a los puritanos ingleses aceptando el Pacto.

Después de algunas negociaciones se redactó un documento llamado "La Liga y el Pacto Solemnes". En realidad, se trataba de un tratado entre el parlamento inglés y su homólogo escocés para preservar la religión reformada en Escocia, la reforma de la religión en Inglaterra e Irlanda "según la palabra de Dios y el ejemplo de las mejores iglesias reformadas", y la "extirpación del papado [y] de la prelatura ". No mencionaba explícitamente el presbiterianismo e incluía algunas formulaciones ambiguas que dejaban la puerta abierta a los independientes ingleses, otra facción fuerte del lado parlamentario inglés, particularmente en los ejércitos parlamentarios. Fue suscrito por muchos en Inglaterra, Escocia e Irlanda, aprobado por el Parlamento Largo inglés y, con algunas ligeras modificaciones, por la Asamblea de Teólogos de Westminster.
Sin embargo, no todos los parlamentarios ingleses estaban contentos con este acuerdo y algunos, como John Lilburne, optaron por abandonar los ejércitos parlamentarios en lugar de prestar el juramento prescrito en la Ley que aplica la Liga y el Pacto Solemnes. 
El acuerdo implicó el envío por parte de los Covenanters de otro ejército al sur de Inglaterra para apoyar a los Parlamentaristas en la primera guerra civil inglesa. Cuando se produjo este hecho, en enero de 1644, el Comité Parlamentario de Seguridad fue reemplazado por un comité formado por representantes de ambos reinos que quedó constituido oficialmente el 16 de febrero. Su objeto era gestionar propuestas de paz o hacerle la guerra al rey Carlos I. Los escoceses se retiraron del comité después del final de la Primera Guerra Civil, el Comité permaneció activo, siendo conocido como el Comité de Derby House, por la ubicación de su sede. 

## Compromiso y Carlos I (Segunda Guerra Civil)
Después de que los realistas perdieron la Primera Guerra Civil, Carlos I llegó a un "Compromiso " con la mayoría de los Covenanters, que acordaron apoyarlo en la segunda guerra civil inglesa contra su enemigo mutuo, los independientes ingleses, a cambio de la imposición del presbiterianismo en Inglaterra durante tres años por parte del rey. En 1648, los realistas y los Covenanters fueron derrotados en la batalla de Preston, y Carlos ejecutado en enero de 1649.

## Carlos II (Tercera Guerra Civil)

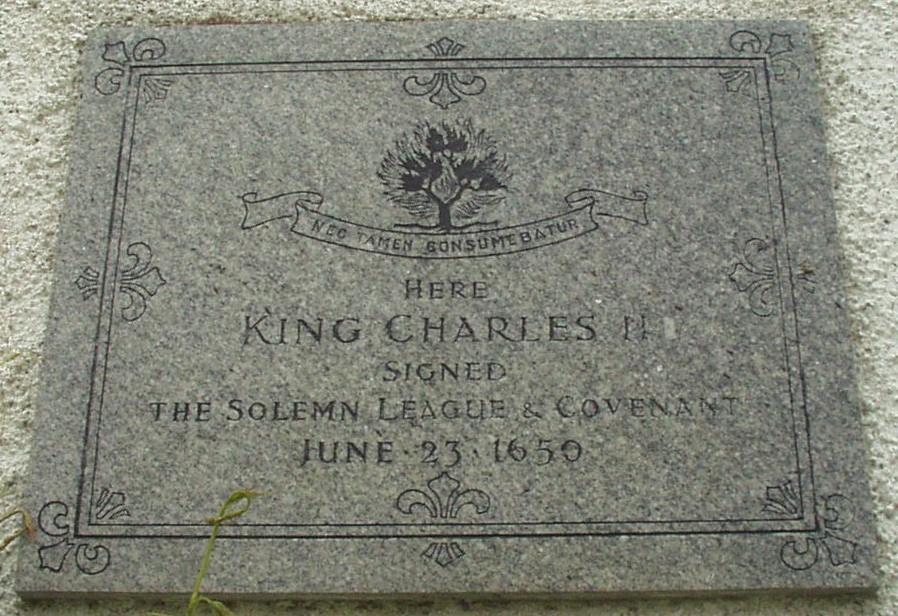
Placa que marca la firma de la Liga y Alianza Solemne por Carlos II.

Después de que el Partido Kirk arrebató el poder a los partidarios del Acuerdo con Carlos, fracasados y desacreditados tras la derrota, el nuevo gobierno escocés Covenanter persuadió al exiliado Carlos II para que aceptara los términos de la Liga y el Pacto Solemnes en el Tratado de Breda (1650). Sin embargo, la derrota de la coalición de realistas y escoceses en Worcester en 1651 puso fin a la relevancia de la Liga y el Pacto Solemnes cuando el poder de los presbiterianos se rompió en ambos lados de la frontera.

## Ley de Restauración y Sedición
Después de la Restauración, el Parlamento inglés aprobó la Ley de Sedición de 1661, que declaraba ilegales la Liga y el Pacto Solemnes, que debían ser abjurados por todas las personas que ocuparan cargos públicos y sería quemado por el verdugo común.